# WPS Office

WPS Office (viết tắt của Writer, Presentation và Spreadsheets, trước đây được gọi là Kingsoft Office) là một bộ ứng dụng văn phòng cho Microsoft Windows, Linux, iOS và Android, phát triển bởi Kingsoft, một công ty phần mềm Trung Quốc có trụ sở ở Châu Hải. WPS Office là một bộ phần mềm với ba ứng dụng chính: WPS Writer, WPS Presentation, và WPS Spreadsheet.
Phiên bản cho người dùng cơ bản là miễn phí sử dụng. Một watermark được dán lên trên tất cả các bản in ra sau khi hết hạn dùng thử 30 ngày; điều đó bị loại bỏ trên bản 2016. Một bản professional đầy đủ tính năng có sẵn với một khoản phí. Phiên bản hiện tại của WPS Office là WPS Office 2016.
Các sản phẩm đã có một lịch sử phát triển lâu dài và thành công tại Trung Quốc dưới tên "WPS" và "WPS Office". Trong một thời gian, Kingsoft đã quảng bá bộ ứng dụng với tên gọi "KSOffice" trong nỗ lực nhằm có được một chỗ đứng trên thị trường thế giới, nhưng sau đó đã phải quay lại với tên gọi "WPS Office". Từ bản WPS Office 2005, giao diện của bộ ứng dụng tương tự với các sản phẩm Microsoft Office,và hỗ trợ các định dạng tài liệu của Microsoft bên cạnh định dạng riêng của WPS.

## Lịch sử

### Tiền sử
WPS Office ban đầu bắt đầu như Super-WPS文字处理系统 (Super-WPS Word Processing System, gọi tắt là WPS) ra mắt năm 1988 như trình xử lý văn bản chạy trên hệ thống DOS và được bán bởi HONGKONG KINGSUN COMPUTER CO., LTD.. Nó là trình xử lý văn bản Tiếng Hán đầu tiên được thiết kế và phát triển cho thị trường Trung Quốc Đại lục. WPS duy trì một lượng lớn người dùng trong suốt những năm 1980 và giữa năm 1990 cuối trước khi Microsoft Word 95 và Windows 95 trở nên phổ biến.

### Lịch sử ban đầu
Đối mặt với sự cạnh tranh từ Microsoft Office, lãnh đạo Kingsoft là Pak Kwan Kau (求伯君) chuyển 4 triệu RMB từ tài khoản cá nhân của mình để hỗ trợ cho sự phát triển của WPS 97 cho Microsoft Windows. Năm 1997, WPS 97 được phát hành. Phiên bản tiếp theo, WPS 2000, được phát hành 2 năm sau. Cả hai đều đều được phát triển cho nền tảng Windows 16bit với khả năng chạy trên nền tảng Windows 32bit.
Tháng 5/2001, Kingsoft tung ra một bộ ứng dụng văn phòng đầy đủ với tên "WPS Office 2001",bao gồm một trình xử lý văn bản, cùng với ứng dụng bảng tính và trình chiếu. Với WPS Office 2001, Kingsoft gia nhập thị trường ứng dụng văn phòng ở Trung Quốc
Năm 2002, WPS Office 2002 được phát hành, kế tiếp WPS Office 2001 như một phiên bản hàng đầu của WPS Office và bổ sung thêm một email client vào bộ ứng dụng. WPS Office 2002 duy trì giao diện tương thích với các thiết lập chung của các ứng dụng văn phòng, và kết quả là giảm đáng kể thời gian cần thiết cho người dùng tìm hiểu giao diện của WPS Office.
Năm 2003, WPS Office 2003 được phát hành. Các cá nhân đã quen thuộc với Microsoft Office thấy chút khó khăn chuyển sang nó. Chính phủ Trung Quốc đã đặt Kingsoft làm tiêu chuẩn cho các cơ quan công quyền.
Năm 2004 Một phiên bản đặc biệt của bộ ứng dụng, được gọi là WPS Office Storm, được phát hành vào cuối 2004 với các phô trương tối thiểu. Trong nỗ lữa gia tăng sự cạnh tranh với Microsoft Office, WPS Office Storm đưa ra khả năng tương thích hoàn toàn với các định dạng file của Microsoft Office. Không giống các phiên bản trước đó, WPS Storm dựa trên OpenOffice.org, và là lần đầu tiên hỗ trợ cho hệ điều hành dành riêng từ Microsoft Windows.Trong một nỗ lực để tạo sự khác biệt của mình với các bộ ứng dụng văn phòng khác, Kingsoft hợp tác với Intel và IBM để tích hợp công nghệ text-to-text và text-to-speech vào trong WPS Office Storm. Những tính năng mới trở thành tâm điểm trong các chiến dịch quảng cáo của Kingsoft.

### Ngày nay
Cuối năm 2005, WPS Office 2005 đã được phát hành với một giao diện cải tiến và một kích thước tập tin nhỏ hơn. Bên cạnh phiên bản Professional, một phiên bản miễn phí được cung cấp, với hy vọng thu hút nhiều người dùng hơn. Các phiên bản cá nhân là chỉ có sẵn trong Tiếng Trung giản thể, giấy phép chỉ cấp cho sinh viên và người dùng cá nhân. Một phiên bản Wine-hosted cũng đã được cung cấp cho người dùng Linux của WPS Office Storm.
Năm 2007, Kingsoft Office 2007 được phát hành.So với các sản phẩm trước đó, đây là phiên bản đầu tiên cố gắng thâm nhập thị trường quốc tế, với sự hỗ trợ cho tiếng Anh và tiếng Nhật, bên cạnh tiếng Trung Quốc, mà nó vẫn được gọi là WPS Office.
Năm 2009, Kingsoft Office 2009 phát hành. Nó đã tăng khả năng tương thích với Microsoft Office bao gồm hỗ trợ cho các định dạng tập tin phiên bản 2007.
Năm 2010, Kingsoft Office 2010 phát hành
Năm 2011, Kingsoft Office đã được cấp kinh phí từ chính phủ Trung Quốc và nhận được thêm các đơn đặt hàng từ các bộ ngành trung ương ở Trung Quốc.
Kingsoft Office Suite Free 2012 phát hành năm 2011. Kingsoft Office Professional 2012 và Kingsoft Office Standard 2012 được phát hành và bán tháng 2/2012, in bổ sung thêm Kingsoft Office for Android.
Ngày 28/3/2012 Kingsoft thông báo rằng WPS cho Linux đã được phát triển. Đây là bản thứ ba của WPS Linux, sau WPS Storm và WPS 2005. Nó được phát triển lại từ đầu, dựa trên Qt, tái triển khai bản sao Windows tốt nhất của nó.
Kingsoft Office 2013 được phát hành ngày 4/6/2013. Cả hai phiên bản có phí và miễn phí được phát hành cùng một ngày. Các phiên bản mới bao gồm ba chương trình, Writer, Spreadsheets và Presentation, tương tự với MS Word, Excel và PowerPoint, với trọng tâm thống nhất là người dùng doanh nghiệp và hộ gia đình. WPS Office cho Linux không có trong phiên bản này; WPS for Linux Alpha 18 Patch 1 được phát hành ngày 11/6/2015.
Ngày 6/6/2014, Kingsoft Office quay trở lại tên gọi WPS Office. tất cả các ứng dụng Kingsoft Office, bao gồm cả có phí và miễn phí, đều được đổi thành WPS Office.
Ngày 21/6/2016, WPS Office Software for Windows, tuyên bố độ sẵn sàng của mô hình Freemium mới của công ty. WPS Office trước đây đã cho phép sử dụng miễn phí phần mềm, nhưng với chức năng hạn chế. Với mô hình Freemium, người dùng có thể truy cập vào tất cả các tính năng và chức năng WPS Office mà không cần thiết phải đăng ký.

### Phiên bản và mô hình thuê bao
Ngày 16/12/2014 WPS Office 2014 for Windows, build 9. 1. 0. 4932, được phát hành như một mô hình thuê bao yêu cầu một khoản phí hàng tháng 3$/tháng cho một số tính năng. Phiên bản miễn phí cung cấp các tính năng cơ bản và hỗ trợ các định dạng file .doc, .xls, và .ppt của Microsoft Office. Phiên bản thuê bao cung cấp khả năng tương thích đầy đủ cho các file Microsoft Office. Giả sử là, phiên bản miễn phí 2014 loại bỏ các tính năng lưu các file .docx, .xlsx, và .pptx đã có trong phiên bản miễn phí năm 2013, và yêu cầu phiên bản có phí để hỗ trợ, tuy nhiên chương trình vẫn cho phép lưu file với định dạng khác.
Một phiên bản miễn phí của WPS Office 2016 có sẵn cho người dùng cá nhân và phi thương mại. Trước đó, khi hết hạn dùng thử 30 ngày ứng dụng sẽ tạo một watermark trên tất cả tài liệu được in.
WPS Office 10 Business Edition được cung cấp như một bản cấp phép duy hàng năm vơi mức phí $49. 99, hoặc mua lần suốt đời với mức phí $79. 99. Tuy nhiên nó không được công khai hiển thị trên website của công ty mà chỉ có thông báo với các khách hàng dùng bản miễn phí và hết 30 ngày dùng thử với các nhắc nhở và hướng dẫn vào trang mua hàng của bộ ứng dụng để thanh toán.

## Định dạng file
.wps là phần mở rộng được sử dụng bởi Kingsoft Writer Documents. phần mở rộng này cũng được dùng bởi Microsoft Office. Định dạng tương tự như một tài liệu Microsoft Word (.DOC hoặc. DOCX) và hỗ trợ các định dạng text, ảnh, và các định dạng trang nâng cao. Tài liệu Kingsoft Writer có thể chuyển đổi sang file .doc của Microsoft Word trong phần mềm này.